# گالبریت لوری کول
گالبریت لوری کول (انگلیسی: Galbraith Lowry Cole؛ ۱ مه ۱۷۷۲ – ۴ اکتبر ۱۸۴۲) فرد نظامی و سیاست‌مدار اهل پادشاهی متحد بریتانیای کبیر و ایرلند بود. وی همچنین برندهٔ جوایزی همچون نشان حمام شده‌است.